# Marcin Piwko
Marcin Piwko (zm. 1639 we Lwowie) – bernardyn, gwardian, kustosz.
Urodził się w Bydgoszczy w zamożnej rodzinie mieszczańskiej. Do zakonu bernardynów wstąpił ok. 1590 r. W klasztorach pełnił różne urzędy: kantora, kustosza, gwardiana. Był autorem najstarszej publikacji o bractwie św. Mikołaja.
Zmarł we Lwowie 11 marca 1639 r.